# Pelecopsis ruwenzoriensis
Pelecopsis ruwenzoriensis là một loài nhện trong họ Linyphiidae.
Loài này thuộc chi Pelecopsis. Pelecopsis ruwenzoriensis được Herman Theodor Holm miêu tả năm 1962.